# Junkers Ju 52
Junkers Ju 52 je bilo nemško potniško in v času druge svetovne vojne tudi vojaško letalo proizvajalca Junkers.
Pred vojno ga je uporabljalo 29 držav kot potniško letalo. Nemčija ga je oborožila s štirimi mitraljezi kalibra 7,9 mm. Letala so Nemci preizkusili v Španiji, pozneje po so jih uporabljali za prevoz padalcev.

## Specifikacije (Junkers Ju 52/3m g7e)
Podatki iz Jane’s Fighting Aircraft of World War II; Jane 1946, pp. 170–171
Splošne karakteristike
- Posadka: 3 (dva pilota, radio operater)
- Število sedežev: 18 vojakov ali 12 nosil
- Dolžina: 18,90 m (62 ft 0 in)
- Razpon kril: 29,25 m (95 ft 10 in)
- Višina: 4,5 m (14 ft 10 in)
- Površina kril: 110,5 m² (1 190 ft²)
- Teža praznega letala: 6 510 kg (14 325 lb)
- Naložena teža: 9 200 kg (20 270 lb)
- Maks. vzletna teža: 10 990 kg (24 200 lb)
- Pogon letala: 3 ×  radialni motorji BMW 132T, 533 kW (715 KM)  vsak

 Zmogljivost 
- Maks. hitrost: 265 km/h (165 mph) na nivoju morja
- Potovalna hitrost: 211 km/h (132 mph)
- Doseg: 870 km (540 milj)
- Višina leta: 5 490 m (18 000 ft)
- Hitrost vzpenjanja: 17 minut do višine 3 050 m (10 000 ft)

Oborožitev

- Strelno orožje: * 1 × 13 mm (.51 in) MG 131 strojnica
- 2 × 7.92 mm (.312 in) MG 15 strojnici
- Bombe: DO 500 kg (1.100 lb) bomb